# Hud (filme)
Hud (br: O indomado / pt: O mais selvagem entre mil) é um filme estadunidense de 1963, dos gêneros drama e faroeste, dirigido por Martin Ritt.
O roteiro é baseado na novela Horseman Pass By, de Larry McMurtry.

## Elenco principal
- Paul Newman .... Hud Bannon
- Patricia Neal .... Alma Brown
- Melvyn Douglas .... Homer Bannon
- Brandon De Wilde .... Lonnie Bannon
- Whit Bissell .... sr. Burris
- Crahan Denton .... Jesse
- John Ashley .... Hermy
- Val Avery .... Jose
- George Petrie .... Joe Scanlon
- Curt Conway .... Truman Peters

## Sinopse

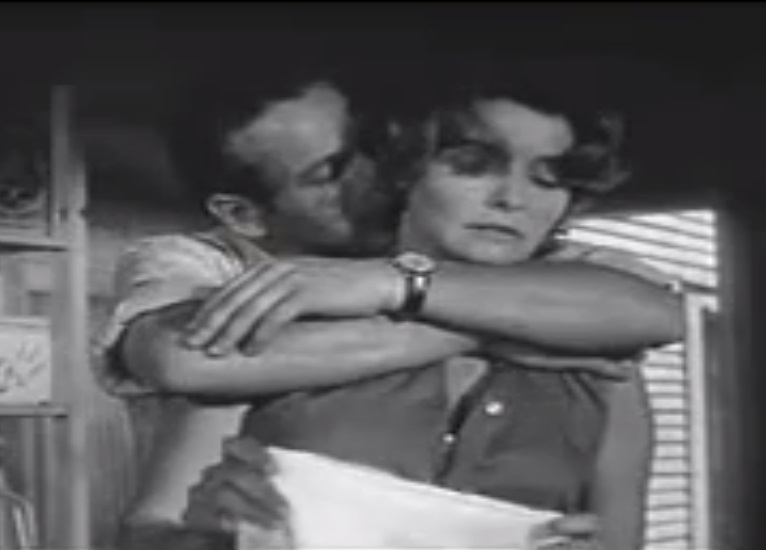
Paul Newman e Patricia Neal em cena do trailer do filme

Hud Bannon é um jovem rebelde que está sempre entrando em conflito com o pai, Homer, um velho e respeitado fazendeiro, ao mesmo tempo que tenta seduzir a empregada da casa, Alma. Seu sobrinho Lonnie - filho de um irmão mais velho, falecido tragicamente, em parte por causa da irresponsabilidade de Hud - de início simpatiza com ele, mas depressa dá-se conta de sua falta de caráter e de princípios. A perda de todo o rebanho bovino de Homer com aftosa, contaminado com gado comprado barato do México, e o avanço sexual de Hud sobre Alma, depois de uma noite de bebedeira, conduzem a história para seu dramático final.

## Principais prêmios e indicações
Oscar 1964 (EUA)
- Venceu nas categorias de melhor ator coadjuvante (Melvyn Douglas), melhor atriz (Patricia Neal) e melhor fotografia em preto e branco.
- Indicado também nas categorias de melhor ator (Paul Newman), melhor direção de arte, melhor diretor (Martin Ritt) e melhor roteiro adaptado.

Globo de Ouro 1964 (EUA)
- Indicado nas categorias de melhor filme - drama, melhor ator - drama (Paul Newman), Melhor Diretor (Martin Ritt), melhor ator coadjuvante  (Melvyn Douglas), melhor atriz coadjuvante (Patrícia Neal).

BAFTA 1964 (Reino Unido)
- Foi vencedor na categoria de melhor atriz estrangeira (Patrícia Neal).
- Indicado nas categorias de melhor ator estrangeiro (Paul Newman) e melhor filme.

Festival de Veneza 1963 (Itália)
- Martin Ritt recebeu o prêmio OCIC.
- Indicado ao prêmio Leão de Ouro.

Prêmio Eddie 1964 (American Cinema Editors, EUA)
- Venceu na categoria de filme melhor editado.

NYFCCA 1963 (New York Film Critics Circle Awards, EUA)
- Venceu nas categorias de melhor atriz (Patricia Neal) e melhor roteiro.